# Ayelet Zurer
Ayelet Zurer (em hebraico:  איילת זורר; Tel Aviv, 28 de junho de 1969) é uma atriz Israelense. Ganhou notoriedade por suas interpretações em Nina's Tragedies, Adam Resurrected, Munique e Angels & Demons (Anjos e Demônios). É uma das atrizes mais aclamadas pela crítica especializada em seu país natal.
Zurer, que apareceu em diversas séries de televisão e filmes israelenses, foi indicada para diferentes prêmios do Festival de Cinema de Jerusalém, da Academia de Cinema de Israel e da Academia de Televisão de Israel. Venceu os prêmios de Melhor Atriz por seus papeis em Nina's Tragedies e Betipul, uma série dramática que foi adaptada posteriormente pela HBO para o contexto americano, com o nome de In Treatment (Em Terapia). Além de Betipul, seu trabalho na televisão israelense incluiu séries como Inyan Shel Zman, Florentin, Zinzana, Hadar Milhama entre outras.
Atualmente, vive em Los Angeles, na Califórnia, juntamente com a sua família.

## Filmografia
| Ano  | Título                                                              | Papel              | Obs.             |
| ---- | ------------------------------------------------------------------- | ------------------ | ---------------- |
| 1991 | Pour Sacha                                                          | Shoshana           | French Drama     |
| 1993 | Nikmato Shel Itzik Finkelstein (The Revenge of Itzik Finkelstein)   | Debbie             |                  |
| 1998 | Ahava Asura (Forbidden Love, ou The Dybbuk of the Holy Apple Field) | Lea                |                  |
| 2001 | Laila Lelo Lola (A Night Without Lola)                              | Oshrit             | Filme para TV    |
| 2001 | Kikar Ha'Halomot (Desperado Square)                                 | Gila (a garçonete) |                  |
| 2003 | Ha'Asonot Shel Nina (Nina's Tragedies)                              | Nina               |                  |
| 2003 | Ish Ha'Hashmal (The Electricity Man)                                | Becki              |                  |
| 2004 | Maktub                                                              | Michal             | TV movie         |
| 2004 | Mashehu Matok (Something Sweet)                                     | Tamar              |                  |
| 2005 | Munique                                                             | Daphna             | Steven Spielberg |
| 2007 | Fugitive Pieces                                                     | Michaela           |                  |
| 2007 | Rak Klavim Ratzim Hofshi (Only Dogs Run Free)                       | Telma              |                  |
| 2008 | Vantage Point                                                       | Veronica           |                  |
| 2008 | Adam Resurrected                                                    | Gina Grey          |                  |
| 2009 | Lightbulb (ou Snappers)                                             | Gina               |                  |
| 2009 | Angels & Demons                                                     | Vittoria Vetra     |                  |
| 2012 | Querido Companheiro (Darling Companion)                             | Carmen             | Drama            |
| 2013 | Man Of Steel                                                        | Lara Lor-Van       |                  |
| 2015 | Daredevil                                                           | Vanessa Marianna   |                  |
| 2015 | Last Knights                                                        | Naomi              |                  |